# Colpo di luna (film 1909)
Colpo di luna è un cortometraggio del 1909 diretto da Étienne Arnaud e da Émile Cohl.

## Trama
Pedro lascia un locale con il cuore spezzato dopo un litigio con la fidanzata. All'uscita del caffè, viene rapito da una macchina volante che lo porta sulla luna. Qui ha luogo una battaglia. Perdonato da tre stelle, Pedro è rimandato sulla terra: ricade tra le braccia dell'amata, felice di rivederlo.

## Produzione
Il film fu prodotto da Charles Pathé	per la Société des Etablissements L. Gaumont.

## Distribuzione
Distribuito dalla Kleine Optical Company, il film uscì nelle sale cinematografiche francesi nel marzo 1909.

### Data di Uscita
- Francia	marzo 1909
- USA	20 luglio 1909

Alias
- Clair de lune espagnol	Francia (titolo originale)
- Colpo di luna	Italia
- Le Clair de lune espagnol	Francia (titolo alternativo)
- The Man in the Moon	USA
- The Moon-Struck Matador	UK